# Torre Polar I
La Torre Polar I es un edificio de oficinas ubicado en Plaza Venezuela, al este de Caracas, Venezuela; específicamente al lado este de su torre hermana, la Torre Polar II. Es la sede de la compañía Empresas Polar y es considerada como el primer rascacielos construido en Caracas, siendo así uno de los edificios históricos de la ciudad capital.

## Historia
Su construcción comenzó en 1951 y finalizó en 1954. En el momento de su construcción, la torre disponía de una fachada de cristal de color verdoso; sin embargo, debido al avance de la compañía, en 1981 es remodelada con una fachada de cristal de color azul negruzco, haciendo contraste con el diseño de la Torre Polar II. El edificio mide 86 metros de altura y dispone de 17 pisos.
Su principal característica radica en el aviso luminoso en neón de la tipografía de la marca Polar, la cual a su vez se caracteriza por tener efectos dinámicos. Sin embargo, desde el año 2010, debido a la política de ahorro energético, este aviso ya no se encuentra en funcionamiento.